# Сергей Панкеев
Сергей Константинович Панкеев (на руски: Сергей Константинович Панкеев; 24 декември 1886 – 7 май 1979) е руски аристократ от Одеса.
Той е най-известен като пациент на Зигмунд Фройд, който му е дал псевдонима Човекът-вълк (на немски: der Wolfsmann) след съня на Панкеев за дърво, пълно с бели вълци, за да запази неговата идентичност.